# Harald Krabbe
Harald Krabbe (13. marts 1831 i København – 25. april 1917 sammesteds) var en dansk læge, zoolog og veterinæranatom, søn af general Oluf Krabbe, far til Jon, Knud, Thorvald og Oluf H. Krabbe.
Krabbe blev student 1848 fra Metropolitanskolen, tog lægeeksamen 1855 og doktorgraden i medicin (Om Fosforsyremængden i Urinen) 1857. Året efter blev han ansat som assistent i anatomi ved den nyoprettede Veterinær- og Landbohøjskole, og 1875 overtog han undervisningen i "Hestens Bygning og Liv" ved den militære Ride- og Beslagskole. I 1880 blev han professor Bendz’s afløser, og virkede som lærer i anatomi ved den kongelige Veterinær- og Landbohøjskole, til han 1902 tog sin afsked; indtil 1893, da der blev oprettet en særlig lærerpost i fysiologi, docerede han tillige dette fag. 
Til hjælp ved undervisningen har Krabbe skrevet: Erindringsord til Forelæsningerne over Hestens Anatomi (1885) og Huspattedyrenes, særlig Hestens Bygning og Liv (1892). Begge disse lærebøger udmærker sig i lige høj grad ved sammentrængt form, nøjagtig og klar fremstilling. I 1871 blev Krabbe medredaktør af "Tidsskrift for Veterinærer" og fra 1877 til 1894, da tidsskriftets udgivelse ophørte, fortsatte han ene redaktionen. 
I dette tidsskrift har Krabbe skrevet talrige større og mindre artikler, mellem hvilke her skal fremhæves: Varmemaaling hos Husdyrene (1871). Ved dette arbejde fastslog han normaltemperaturen hos de forskellige husdyr og banede derved vejen for den kliniske anvendelse af termometeret i sygdomstilfælde hos dyrene. 1871—1901 redigerede Krabbe årsberetningerne for "Det veterinære Sundhedsraad", af hvilket han var medlem 1881—1912. 
Ved siden af sine anatomiske Studier har Krabbe beskæftiget sig meget med undersøgelser af indvoldsormene. Et af hans vigtigste arbejder 
på dette felt er: Helminthologiske Undersøgelser i Danmark og paa Island (Videnskabenes Selskabs Skrifter 1865), gennem hvilke han påviste sammenhængen mellem den hærgende leversyge ("hydatide-sygdommen") hos islænderne og den i de islandske hundes tarmkanal så hyppigt 
forekommende Echinococbændelorm. Disse undersøgelser foranledigede udstedelsen af en lov om hundeholdet på Island. 
Krabbes helmintologiske arbejder har gjort hans navn kendt og bragt ham anseelse og anerkendelse ikke alene i den videnskabelige verden i Danmark, hvor Krabbe 1876 blev optaget som medlem af Videnskabernes Selskab, men også i udlandet, hvilket noksom fremgår deraf, at han 1872 blev opfordret til at tage imod et professorat ved universitetet i Jena. Krabbe, som 1892 blev udnævnt til professor, var 1871—1909 censor ved lægeeksamen, holdt en række år forelæsninger over hestens anatomi for eleverne på Kunstakademiet og var 1875—1907 lærer ved Ride- og Beslagskolen.
Krabbe blev Ridder af Dannebrogordenen 1883, Dannebrogsmand 1894 og Kommandør af 2. grad 1907. Han er begravet på Solbjerg Parkkirkegård.